# Ibn Quzman
Muhammad ibn Abd al-Malik ibn Quzman (en arabe : محمد بن عبد الملك بن قزمان), né en 1078 à Cordoue, mort en  1160 dans la même ville, est l'un des poètes les plus célèbres d'Al-Andalus et un des plus originaux. 
Il est l'auteur de poésie classique, mais surtout il est connu pour ses zéjeles. La caractéristique du zéjel est son langage familier, comme un arrangement qui rime de la sorte : dddb cccb aaab où le b rime avec un refrain se reproduisant constamment chaque ligne ou deux. Le zejel peut être vu comme une forme du muwashshah. 
Le style de vie d'Ibn Quzman était semblable à celui des troubadours. Son approche de la vie est comme celle exprimée dans ces poésies mélodieuses, ainsi que son idiome mélangé (employant de temps en temps des mots des langues romanes). Sa poésie montre une ressemblance avec la poésie vernaculaire postérieure des troubadours du sud-ouest de la France. 
Une collection de poésies par Ibn Quzman ("Cancionero" espagnol) a été redécouverte à Saint-Pétersbourg en 1881.